# Graffenrieda foliosa
Graffenrieda foliosa är en tvåhjärtbladig växtart som beskrevs av Célestin Alfred Cogniaux. Graffenrieda foliosa ingår i släktet Graffenrieda och familjen Melastomataceae. Inga underarter finns listade i Catalogue of Life.